# Finding Teddy 2
Finding Teddy 2 (Chronicles of Teddy: Harmony of Exidus en Amérique du Nord) est un jeu vidéo d'action-aventure développé et édité par Storybird, sorti en 2015 sur Windows et Mac.
En 2020, le jeu est réédité sur Wii U et Nintendo Switch par PixelHeart sous l'appellation Finding Teddy 2 : Definitive Edition. Il s'agit d'un des dernier jeu sorti sur WII U.

## Système de jeu
Finding Teddy 2, est un jeu d’action-aventure dystopique en 2D dans un style rétro en pixel art. Dans cette aventure au scrolling latéral, le joueur doit améliorer son équipement afin de combattre des forces maléfiques.
Le jeu fait suite à Finding Teddy.

## Accueil
- Jeuxvideo.com : 14/20[2]